# Stenospermation andreanum

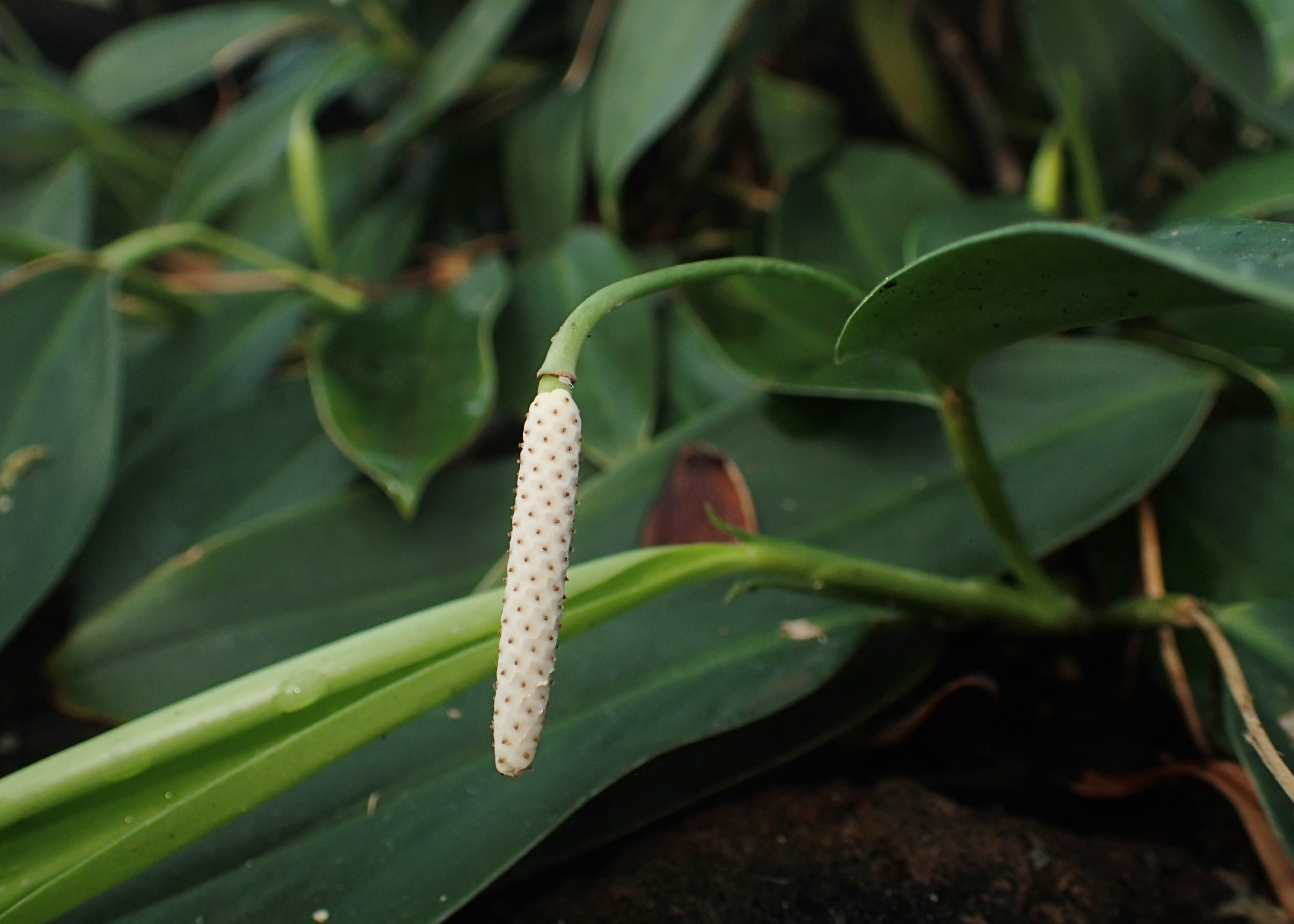

Stenospermation andreanum — вид квіткових рослин із родини кліщинцевих (Araceae), роду Stenospermation. Це ліана, рідним ареалом якої є Колумбія, Еквадор, Панама.